# لیتمیه‌رژیتسه
لیتُمیه‌رْژیتْسه (به چکی: Litoměřice) شهری در منطقه اوستی ناد لابم کشور جمهوری چک است که جمعیت آن در سال ۲۰۰۷ میلادی ۲۳٫۰۹۱ نفر بوده‌است.